# 曾群
曾群（1922年1月—2012年12月13日），原名王贤声，男，江苏江宁人，中华人民共和国政治人物，曾任中华人民共和国纺织工业部副部长。